# انترپرایز، شهرستان آمادور، کالیفرنیا
انترپرایز (به انگلیسی: Enterprise) یک منطقهٔ مسکونی در ایالات متحده آمریکا است که در شهرستان آمادور، کالیفرنیا واقع شده‌است. انترپرایز ۲۶۷ متر بالاتر از سطح دریا واقع شده‌است.